# Ludmannsdorf
Ludmannsdorf (szlovénül Bilčovs) osztrák község Karintia Klagenfurtvidéki járásában. 2016 januárjában 1806 lakosa volt.

## Elhelyezkedése

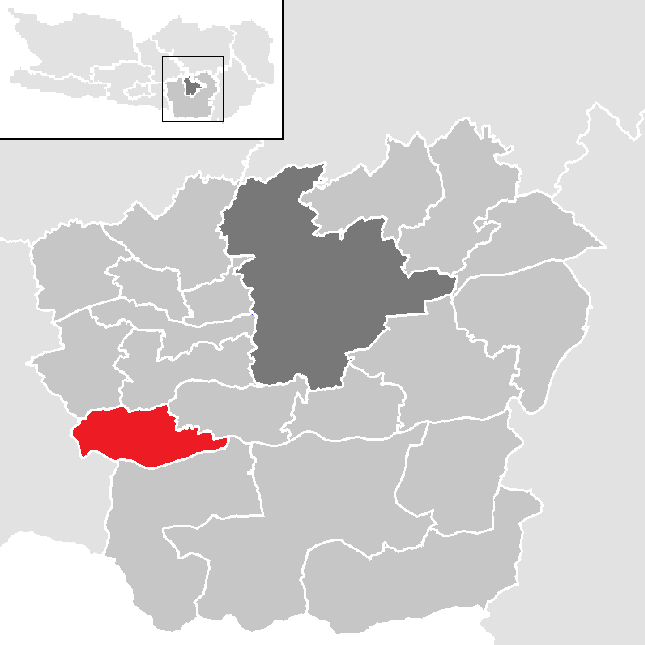
Ludmannsdorf a Klagenfurtvidéki járásban

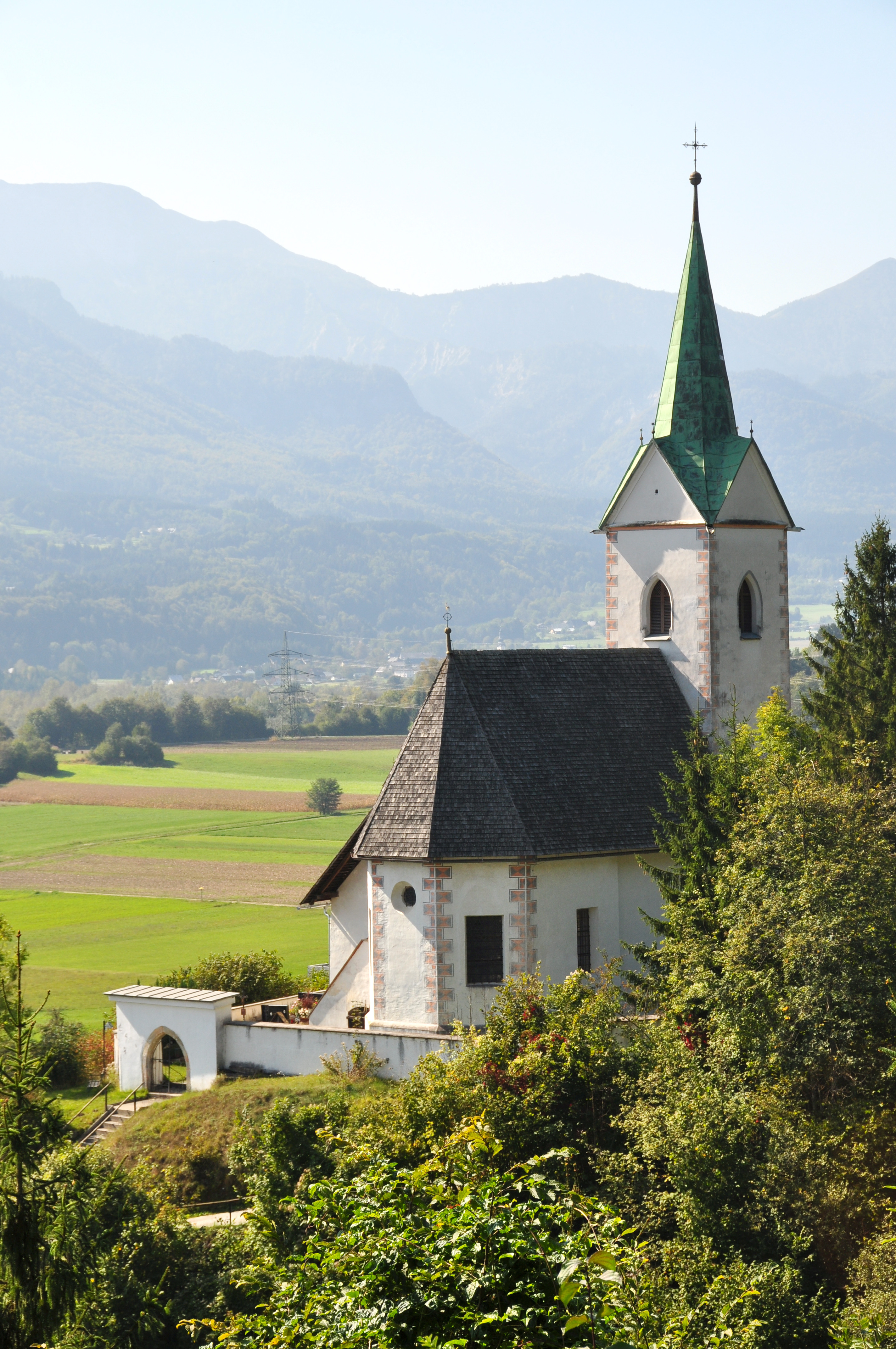
A Szt. Péter és Pál-templom

Ludmannsdorf Karintia déli részén fekszik, az erdővel benőtt Sattnitz-hegységben. Északon a Wörthi-tó medencéje, délen a Dráva fogja közre. Legmagasabb pontja kb. 900 méteres. Az önkormányzat 17 falut és egyéb településrészt fog össze: Bach (96 lakos), Edling (169), Fellersdorf (55), Franzendorf (170), Großkleinberg (63), Ludmannsdorf (182), Lukowitz (115), Moschenitzen (40), Muschkau (112), Niederdörfl (90), Oberdörfl (142), Pugrad (180), Rupertiberg (52), Selkach (106), Strein (35), Wellersdorf (146), Zedras (53).
A környező települések: északra Schiefling am Wörthersee és Keutschach am See, keletre Köttmannsdorf, délre Feistritz im Rosental, délnyugatra Sankt Jakob im Rosental, nyugatra Velden am Wörther See.  	

## Története
Ludmannsdorf 1141-ben szerepel először az írott forrásokban. Mezőgazdasággal foglalkozó lakói egészen az 1848-as forradalomig Hollenburg várának és a viktringi apátságnak tartoztak feudális kötelezettségekkel. 
Önálló egyházközségét 1787-ben hozta létre II. József császár. 13. században alapított, idősebb Szt. Jakab apostolnak szentelt temploma román és gótikus stílusjegyeket mutat. Barokk belső tere a 18 századból való. 
A napóleoni háborúk idején 1809 és 1813 között Felső-Karintia a francia Illír tartományokhoz tartozott. A francia-osztrák határ a mai önkormányzat területén, Rupertiberg és Selkach között húzódott. 1813-ban Karintia teljes egészében visszakerült Ausztriához. 
Ludmannsdorf és Oberdörfl községi tanácsa 1850-ben alakult meg. Az utóbbi 1957-ben megszűnt és Ludmannsdorfhoz csatolták. A 20. század elején a községben még a szlovénok voltak többségben; az első világháború utáni 1920-as népszavazáson Ludmannsdorf négyötöde és Oberdörfl kétharmada a Jugoszláviához való csatlakozásra voksolt. 

## Lakossága
A ludmannsdorfi önkormányzat területén 2016 januárjában 1806 fő élt, ami nem jelent változást a 2001-es 1825 lakoshoz képest. Akkor a helybeliek 96,5%-a volt osztrák állampolgár. A szlovén kisebbség aránya 28% volt. 90,9% római katolikusnak, 2% evangélikusnak, 1,5% mohamedánnak, 3,5% pedig felekezet nélkülinek vallotta magát. 

## Látnivalók

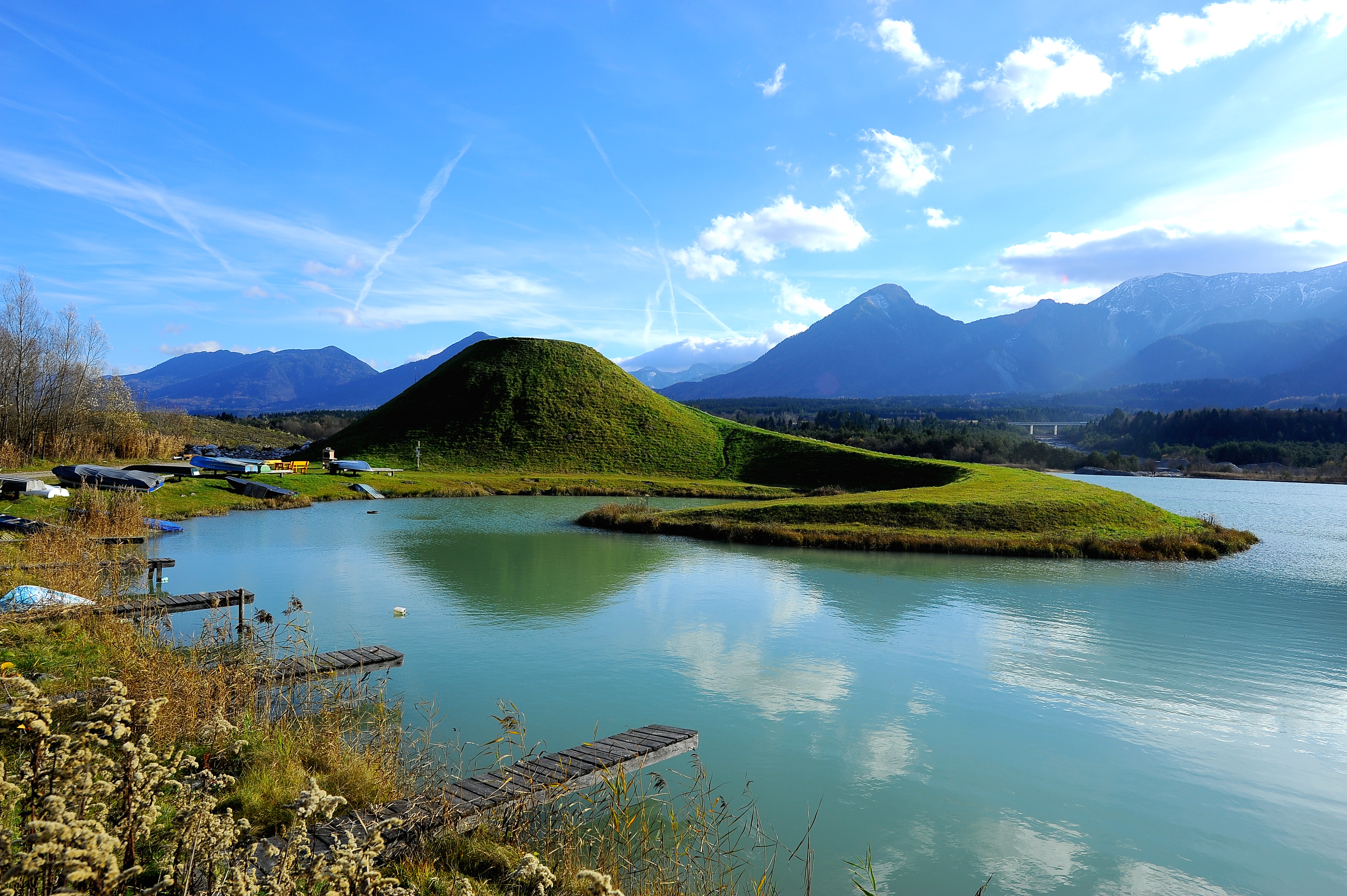
A Zikkurat

- Ludmannsdorf Szt. Jakab-plébániatemploma
- Rupertiberg Szt. Ruprecht-temploma
- Wellersdorf Szt. Péter és Pál-temploma
- Großkleinberg Szt. Ilona-temploma
- a Zikkurat, Ed Hoke, Tomas Hoke és Armin Guerino műve

## Fordítás
- Ez a szócikk részben vagy egészben  a   Ludmannsdorf című német Wikipédia-szócikk ezen változatának fordításán alapul.  Az eredeti cikk szerkesztőit annak laptörténete sorolja fel. Ez a jelzés csupán a megfogalmazás eredetét és a szerzői jogokat jelzi, nem szolgál a cikkben szereplő információk forrásmegjelöléseként.